# Ібрагім Мірза
Ібрагім Мірза або Султан-Ібрагім (*д/н — 1459) — емір Хорасану в 1457—1458 роках.

## Життєпис
Походив з династії Тимуридів. Правнук Шахруха Мірзи, син Ала ад-Даули та внук Байсонкура. Про дату народження відомо замало. Після смерті Шахруха у 1447 році брав участь у боротьбі батька за владу в Гераті. Був учасником битви при Тарнабі, де Ала ад-Даула зазнав поразки від Улугбека й втратив Хорасан.
У 1449 році після затвердження в Хорасані Абул-Касіма Бабура потрапив до нього у полон. До 1457 році утримувався у гірнській фортеці в Мазандерані. Після смерті Бабура в 1457 році зумів звільнитися й виступив проти нового правителя — Шах Махмуда, якого повалив через 2 місяці.
Проте Ібрагім Мірза не встиг затвердитися на троні, оскільки до Хорасану вдерся Султан Абу-Саїд, емір Мавераннахра. На бік останнього перейшов Шейх-Хаджі, малік (намісник) Балха. У битві біля лівого берегу Амудар'ї Ібрагім мірза зазнав поразки та відступив у фортецю Бахриз. Натомість у жовтні Султан Абу-Саїд зайняв Герат. Але вже через місяць Ібрагім Мірза скористався боротьбою Султан Абу-Саїда проти Мухаммеда Джукі (сина еміра Абд аль-Латіфа) в Тохаристані, захопивши Герат. У квітні 1458 року сюди з військом підійшов його батька Ала ад-Даула.
Проте зіткнувся з новою загрозою з боку Кара-Коюнлу, володар якої Джаханшах, захопивши Астрабад і Мазандеран, вдерся до Хорасану. Але війська Ібрагіма мірзи зазнали поразки й у червні 1458 року Герат було втрачено. Невдовзі Хорасан поділено між Джаханшахом і Султан Абу-Саїдом.
Ібрагім Мірза разом з батьком відступив до Мерва, де дістав підтримку тамтешнього володаря Султан-Санджара. Їхні спільні війська 1459 року виступили проти Султан Абу-Саїда, втім зазнали нищівної поразки у битві при Серахсі. Ібрагіму Мірзі вдалося врятуватися в Сабзерварі, але він невдовзі помер неподалік Мешхеду.